# 韋恩鎮區 (密歇根州)
韋恩鎮區（英語：Wayne Township）是位於美國密歇根州卡斯縣的一個行政鎮區。

## 地方資料
韋恩鎮區的面積為90.20平方千米，當中陸地面積為88.70平方千米，而水域面積為1.50平方千米。根據2020年美國人口普查的數據，當地共有人口2576人，而人口密度為每平方千米28.56人。